# スカイコート浅草ユースゲストハウス
スカイコート浅草ユースゲストハウス（スカイコートあさくさユースゲストハウス）は日本ユースホステル協会に加盟していた東京都のユースホステル。
2009年12月31日付を以ってユースホステルとしての契約を解除し、現在はスマイルホテルチェーンの『スマイルホテル浅草』にリブランドされてビジネスホテルとして営業している。 

## 設備
以下は閉館時の設備の状況である。
- 個人や小グループに適している
- グループで一室利用可
- 駐車場あり
- 駐輪場あり
- 荷物預かりあり
- 英語による予約可
- クレジットカード可
- 周辺にスポーツ施設あり

## アクセス
- 東京メトロ銀座線浅草駅（7番出口）
- 都営浅草線浅草駅（A5番出口）
- 東武線浅草駅（北口）
  - 徒歩10 - 15分